# گوشیراکاوا ۳۵۸۵
سیارک ۳۵۸۵ (به انگلیسی: 3585 Goshirakawa، نامگذاری:1987BE) سه هزار و پانصد و هشتاد و پنجمین سیارک کشف شده‌است که در ۲۸ ژانویه ۱۹۸۷ کشف شد.
قدر مطلق سیارک برابر ۱۲٫۴۰ است.